# Масады
Масады (тат. Мәсәде) — деревня в Актанышском районе Республики Татарстан. Входит в состав Масадинского сельского поселения.

## География
Деревня находится на реке Белая, в 23 км к северо — западу от с. Актаныш.

## История
Деревня основана в 1927 году переселенцами из села Такталачук. 
Со времени основания входила в Актанышскую волость Мензелинского кантона ТАССР. С 10.8.1930 в Актанышском, с 1.2.1963 в Мензелинском, с 12.1.1965 в Актанышском районах. Ныне центр Масадинского сельского поселения.
В 1930 г. в деревне организован колхоз «1 мая». В 1965 г. вошла в состав животноводческого совхоза «Актаныш» (село Татарские Ямалы"). Жители работают преимущественно нефтеперекачивающей станции «Белая», занимаются мясо-молочным скотоводством.
В 1930-е гг. открыта начальная школа (в 1950-е гг. построено здание, в 1985 г. переведена в здание детского сада), закрыта в 2016 г. В 2007 г. в школе организован музей. В 1950-е гг. в деревне часто отдыхали представители татарской интеллигенции (например, композитор Джаудат Файзи). В деревне действуют клуб, детский сад, фельдшерско-акушерский пункт.

## Население
Численность населения по годам:
```
                               1958г. - 115, 1970г. - 243, 1979г. - 205, 1989г. - 251,
                               2002г. - 290, 2010г. - 321, 2015г. - 285 человек (татары). 
```